# Sinus Medii

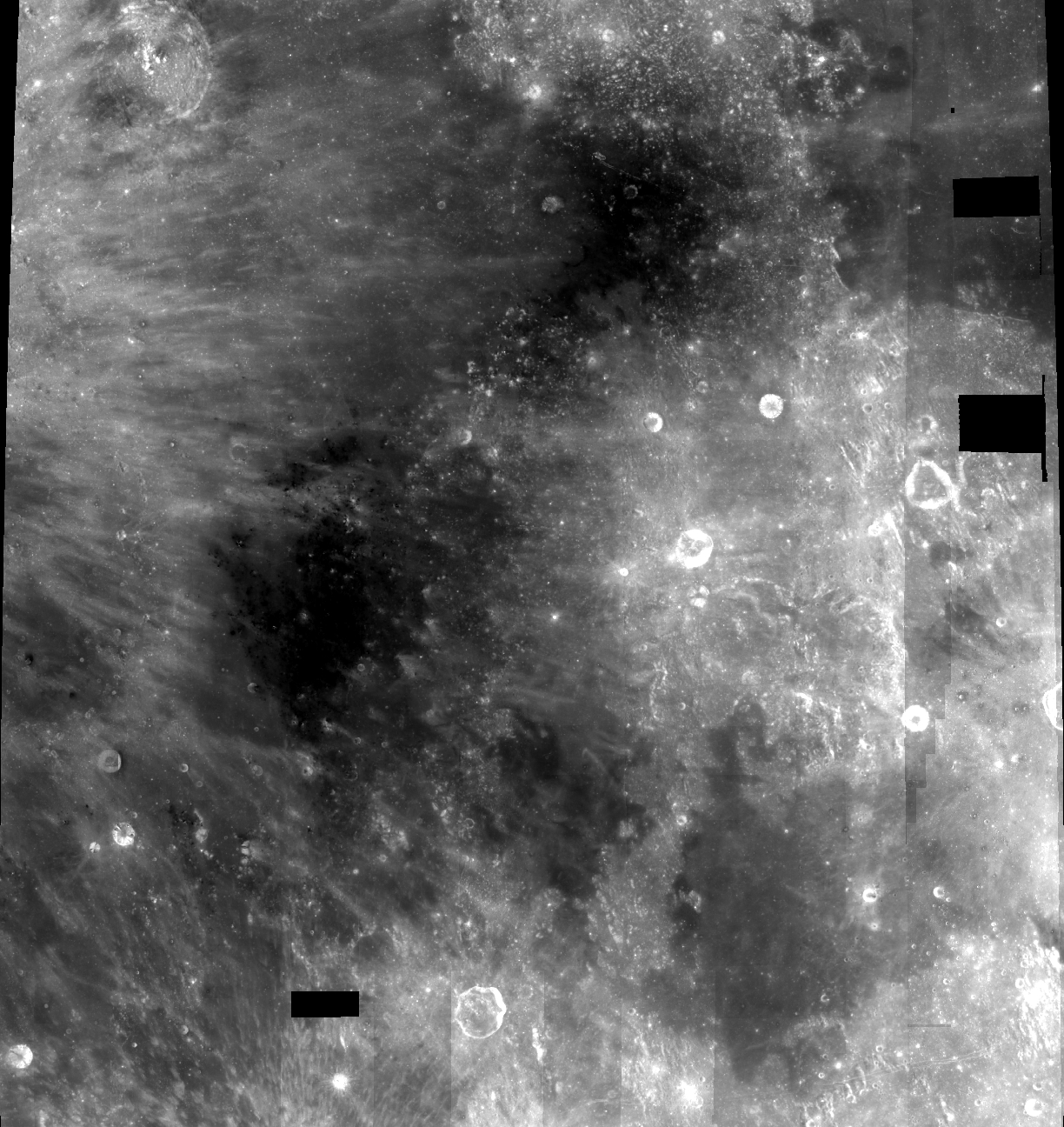
Sinus Medii

Sinus Medii (łac. Zatoka Centralna) – zatoka morza księżycowego. Jej współrzędne selenograficzne to ☾ 2,4°N 1,7°E/2,400000 1,700000, a średnica wynosi 335 km. Nazwa została zatwierdzona przez Międzynarodową Unię Astronomiczną w roku 1935.